# Toleranzdosis
Die Toleranzdosis (Dosis tolerata) stellt in der Strahlentherapie eine für ein Gewebe, Organ oder Körper möglichst nicht zu überschreitende Dosis dar, weil ansonsten mit irreparablen Schäden zu rechnen ist. Hierbei werden lediglich deterministische Strahlenschäden berücksichtigt, und nicht stochastische Strahlenspätwirkungen.
Die Definition der Toleranzdosen erfolgt in entsprechenden Rechtsvorschriften oder durch anerkannte Empfehlungen. In der Radiologie definiert man beispielsweise für Risikoorgane die minimale und maximale Toleranzdosis:
- Die minimale Toleranzdosis, abgekürzt TD5/5, bezeichnet diejenige Dosis, die bei einem Patientenkollektiv unter Standardbehandlungsbedingungen nicht mehr als 5 % schwere Komplikationen innerhalb von 5 Jahren nach der Behandlung hervorruft.
- Die maximale Toleranzdosis oder TD50/5 ist entsprechend die Dosis, die innerhalb von 5 Jahren zu höchstens 50 % schweren Komplikationen führt.

Die Toleranzdosen der Organe bewegen sich in Größenordnungen von etwa 15 Gy in 4 Wochen am Auge und 40 Gy in 4 Wochen am Rückenmark.